# ボーソレイユ
ボーソレイユ あるいは ボーソレイ (BeauSoleil) は、米国ルイジアナ州ラファイエットを拠点としたケイジャン・バンドである。現在のメンバーは、マイケル・ドゥーセ（バイオリン、ヴォーカル）、デヴィッド・ドゥーセ（ギター、ヴォーカル）、ジミー・ブロウ（アコーディオン）、ビリー・ウェア（パーカッション）、トミー・アレシ（パーカッション）、ミッチェル・リード（ベース、バイオリン）の6人である。

## 来歴
ボーソレイユは、1975年に結成され1977年にファースト・アルバムをリリースした。以後、彼らはルイジアナ州のクレオール、ケイジャンの人々固有の音楽を演奏するバンドとしては、最も広く知られたバンドのひとつとなった。ボーソレイユは、全米および海外ツアーもこなし、そのレパートリーには多くのケイジャン、ザディコの伝統的な曲が含まれている。彼らは、オリジナル曲にロックンロール、ジャズ、ブルース、カリプソなどの要素を取り入れたり、伝統的な曲に手を加えるなどし、伝統的な演奏スタイル、リズム、歌詞などに忠実だった従来のケイジャン音楽の壁を打ち破った。ボーソレイユの曲は、英語もしくはケイジャン・フレンチで歌われる。（ときにはひとつの曲の中に両方登場することもある）ボーソレイユに批判的な評論家には、彼らの音楽を水で薄めたケイジャン音楽などと評したり、余計な要素を加えることにより本来のケイジャン音楽を台無しにしているなどと酷評する者もいる。
ボーソレイユのウェブサイト情報によると、彼らは「ルイジアナのケイジャンの伝統をザディコ、ニューオーリンズ・ジャズ、テクス・メクス、カントリー、ブルースなどと巧妙に融合し、より満足感のある音楽のレシピを作り出している」としている。
バンド名は、1755年に始まったイギリスによるアカディア人追放に対する抵抗運動のリーダー、ジョセフ・ブラッサードのあだ名Beausoleilに因んで付けられた。
ボーソレイユの音楽は、「ザ・ビッグ・イージー (The Big Easy)」、「パッション・フィッシュ (Passion Fish)、「ベリザイール・ザ・ケイジャン (Belizaire the Cajun)の各映画で使用されている。

## ディスコグラフィー
- 1977年 The Spirit of Cajun Music (Swallow)
- 1984年 Michael Doucet with BeauSoleil (Arhoolie)
- 1984年 Parlez-Nous a Boire (Arhoolie)
- 1986年 Allons a Lafayette (Arhoolie) with Canray Fontenot
- 1986年 Belizaire the Cajun [Original Soundtrack] (Arhoolie)
- 1987年 Bayou Boogie (Rounder)
- 1988年 Hot Chili Mama (Arhoolie)
- 1989年 Bayou Cadillac (Rounder)
- 1989年 Zydeco Gris Gris (Swallow)
- 1989年 Live from the Left Coast	 (Rounder)
- 1991年 Cajun Conja (Rhino)
- 1991年 Déjá Vu (Swallow)
- 1993年 La Danse de La Vie (Forward)
- 1994年 Cajun & Creole Music (Music of the World)
- 1994年 L' Echo (Rhino/Forward)
- 1997年 L' Amour Ou la Folie (Rhino)
- 1997年 Arc de Triomphe Two-Step (Hemisphere)
- 2001年 Looking Back Tomorrow: Beausoleil Live! (Rhino)
- 2004年 Gitane Cajun (Vanguard)
- 2006年 Live in Louisiana (Way Down in Louisiana)
- 2009年 Alligator Purse (Yep Roc)

### 編集盤
- 1997年 The Best of BeauSoleil (Arhoolie)
- 1999年 Cajunization (Rhino)
- 2001年 Best of Crawfish Years 1985 - 1991 (Rounder)
- 2003年 Their Swallow Years (Ace)
- 2003年 Encore, Encore!! The Best of BeauSoleil 1991 - 2001 (Rhino)